# Micrathena forcipata argentata
Micrathena forcipata là một phân loài nhện trong họ Araneidae.
Loài này thuộc chi Micrathena. Micrathena forcipata argentata được Pelegrin Franganillo-Balboa miêu tả năm 1930.